# Finala Campionatului Mondial de Fotbal 2010
Finala Campionatului Mondial de Fotbal 2010 s-a disputat la data de 11 iulie 2010 în Johannesburg pe stadionul Soccer City pentru a determina câștigătoarea Campionatului Mondial de Fotbal 2010. Meciul s-a jucat între Țările de Jos și Spania, amândouă dorind să câștige pentru prima dată. Țările de Jos a pierdut două finale în 1974 și 1978, în timp ce cea mai bună performanță a Spaniei a fost locul patru în 1950. Acest meci a fost a doua finală consecutivă în care s-au întâlnit două echipe din Europa., trofeul rămânând în Europa pentru a doua oară consecutiv din 1938. Spania a fost prima echipă din Europa care a câștigat trofeul în afara Europei. Spania își va apăra trofeul la Campionatul Mondial de Fotbal 2014, care va avea loc în Brazilia. Arbitrul a fost Howard Webb, reprezentând The Football Association a Angliei.

## Preambul

### Finalistele
Înainte de acest meci, Țările de Jos și Spania nu s-au mai întâlnit în etapele principale ale unui Campionat Mondial sau la un Campionat European, cele două mari turnee pentru echipele naționale. În toată istoria echipele s-au întâlnit de nouă ori din 1920, fiecare câștigând de 4 ori, ori în calificările pentru Campionatul European, ori în amicale și o dată la Jocurile Olimpice de vară din 1920.
Niciuna dintre echipe nu a câștigat Campionatul Mondial de Fotbal. Țările de Jos a terminat de două ori pe locul doi, pierzând 2-1 cu Germania de Vest și 3-1 cu Argentina în 1978. Aceasta este cea mai bună performanță a Spaniei la Campioantul Mondial de Fotbal, terminând în 1950 pe locul patru când turneul avea faza finală round-robin și în sferturi în 1934, 1986, 1994 și 2002. Spania devine a 12-a țară diferită care joacă Finala Campionatul Mondial și prima echipă nouă de la Franța în 1998. Țările de Jos va încerca să câștige pentru a nu deveni singura echipă cu trei finale jucate și toate pierdute. În acest moment Țările de Jos alături de Cehoslovacia și Ungaria sunt singurele echipe care au jucat două finale și le-a pierdut. Per total Germania a pierdut cele mai multe finale, patru, dar în schimb aceștia au câștigat patru. Câștigătoarea va deveni a opta țară care câștigă Campionatul Mondial, alăturându-se Angliei și Franței, care au câștigat trofeul tot numai o singură dată.
Înainte de meci Spania avea un rating Elo de 2111 puncte, iar Țările de Jos 2100 puncte. Astfel, adunat cele două finaliste au rating de 4211 puncte, de departe cel mai mare pentru un meci internațional jucat vreodată, depășind recordul anterior de 4161 de puncte adunate pentru Finala Campionatului Mondial de Fotbal 1954 dintre Ungaria și Germania de Vest.

### Premiere ale Campionatului Mondial
Este prima oară de la finala din 1978, când Argentina a învins Țările de Jos, ca niciuna dintre finaliste să fi câștigat în trecut Campionatul Mondial. Este prima finală în care nu va apărea niciuna dintre Brazilia, Italia, Germania și Argentina; acestea fiind cele patru echipe de top în privința prezențelor la Campionatul Mondial. 

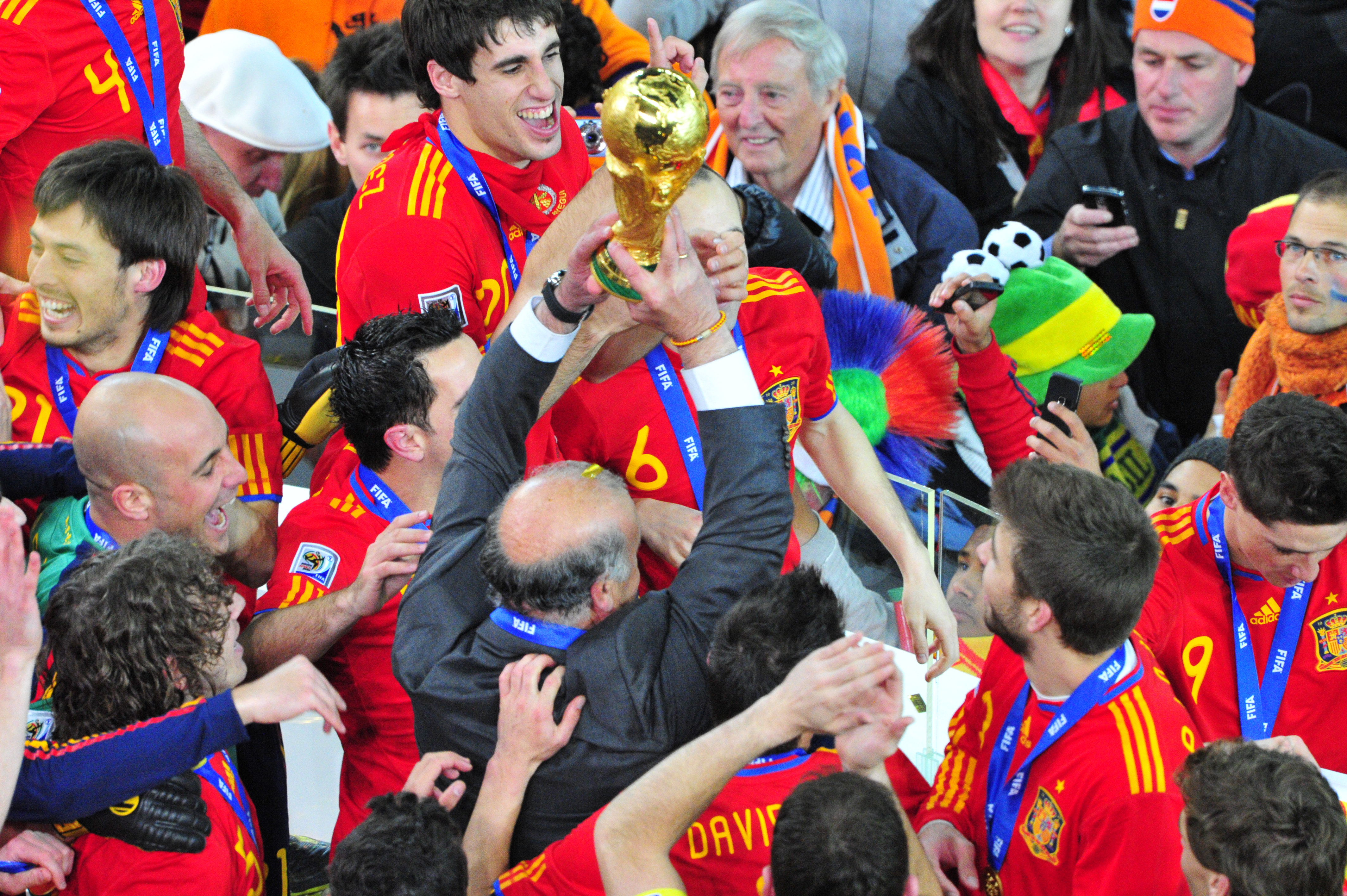
Echipa Spaniei sărbătorind

O altă premieră este faptul că niciuna dintre finalistele din 2006 nu au mai ajuns în faza eliminatorie a turneului. Campionii ediție trecute Italia și locul doi Franța au terminat pe ultimul loc în Grupa F respectiv Grupa A. Este a doua finală consecutivă în care nu joacă Germania sau Brazilia și a treia per total din 1954, cealaltă fiind în 1978.
Cu două finaliste din Europa, va fi pentru prima oară când o echipă europeană va câștiga trofeul în afara Europei. De asemenea Europa va avea zece titluri mondiale, depășind America de Sud care are nouă. Este a doua finală consecutivă europeană de la finala din 2006, acest lucru însemnând că trofeul va fi câștigat consecutiv de o echipă din Europa doar pentru a doua oară, cealaltă fiind atunci când Italia a câștigat de două ori în 1934 și 1938.
În această finală s-au acordat cele mai multe cartonașe  galbene dintr-o Finală de Campionat Mondial (14).
Spania a marcat cele mai puține goluri în cadrul turneului Campionatul Mondial pentru o campioană (8). Recordul precedent a fost de 11 goluri deținut de Brazilia în 1994, Anglia în 1966 șo Italia în 1934. De asemenea au primit cele mai puține goluri pentru o campioană (2), la egalitate cu Italia (2006) și Franța (1998).
Meciul a fost de asemenea al șaselea care a mers în prelungiri (alături de finalele din 1934, 1966, 1978, 1994 și 2006) și al patrulea care a fost decis în prelungiri (alături de finalele din 1934, 1966 și 1978), dintre care două au fost pierdute de Țările de Jos.
A fost prima dată din 1974 când Campioana Europei a câștigat și Campioantul Mondial, ultima fiind echipa națională de fotbal a Germaniei.
Pentru prima dată o echipă, care a pierdut meciul de deschidere de la Campionatul Mondial a câștigat trofeul.
A fost de asemenea prima oară de la Anglia în 1966 când câștigătorii au purtat al doilea echipament.

## Drumul către finală
Spania a venit la Campionatul Mondial din postura de campioană a Europei, câștigând Campionatul European de Fotbal 2008. Țările de Jos s-a calificat la Campionatul Mondial câștigând toate cele 8 meciuri din Grupa 9 din campania de calificare. După ce au ajuns la turneul final, Țările de Jos a ajuns în faza eliminatorie în calitate de câștigătoare a Grupei E, cu trei victorii din trei împotriva Danemarcei, Japoniei și Camerunului primind un singur gol. Țările de Jos a ajuns în finală după o serie de 25 de meciuri fără înfrângere, care a început în Septembrie 2008.
În Grupa H, Spania și-a revenit după o înfrângere cu Elveția în primul meci de la Campionatul Mondial, după care a învins Chile și Hondurasul, terminând pe primul loc în grupă având un gol mai mult marcat decât Chile. În faza eliminatorie și-au învins vecinii iberici Portugalia, în sferturi au învins debutanții Paraguay și de trei ori campioana mondială Germania. Semifinala dintre Spania și Germania a fost o repetare a Finalei Campionatului European de Fotbal 2008, când Spania a învins Germania.
În cele șase meciuri pe care cele două echipe le-au jucat în Africa de Sud pentru a ajunge în finală, Țările de Jos a marcat 12 goluri și a primit cinci, în timp ce Spania a marcat 7 și a primit două. Mergând în finală, Wesley Sneijder de la Țările de Jos și David Villa de la Spania au fost la egalitate în topul marcatorilor cu cinci goluri înscrise.
| Echipa        | J | C | E | P | GM | GP | DG | Pct |
| ------------- | - | - | - | - | -- | -- | -- | --- |
| Țările de Jos | 3 | 3 | 0 | 0 | 5  | 1  | +4 | 9   |
| Japonia       | 3 | 2 | 0 | 1 | 4  | 2  | +2 | 6   |
| Danemarca     | 3 | 1 | 0 | 2 | 3  | 6  | −3 | 3   |
| Camerun       | 3 | 0 | 0 | 3 | 2  | 5  | −3 | 0   |

| Echipa   | J | C | E | P | GM | GP | DG | Pct |
| -------- | - | - | - | - | -- | -- | -- | --- |
| Spania   | 3 | 2 | 0 | 1 | 4  | 2  | +2 | 6   |
| Chile    | 3 | 2 | 0 | 1 | 3  | 2  | +1 | 6   |
| Elveția  | 3 | 1 | 1 | 1 | 1  | 1  | 0  | 4   |
| Honduras | 3 | 0 | 1 | 2 | 0  | 3  | −3 | 1   |

## Spectatori cunoscuți
La meci au asistat membri ai familiei regale Țările de Jos, dar și a Familiei Regale Spaniole. Demnitari și celebrități din Africa de Sud incluzând-o pe Charlize Theron (actriță), și Jacob Zuma (Președintele Africii de Sud), în timp ce Nelson Mandela (fost Președinte al Africii de Sud) și-a făcut o scurtă apariție înainte de meci pe teren într-o mașinuță. Spaniolii Rafael Nadal (jucător de tenis) și Pau Gasol (jucător de baschet) s-au aflat în tribune pentru a-și încuraja echipa. Printre alte celebrități internaționale s-a aflat și actorul american Morgan Freeman.

## Mingea meciului
Mingea meciului Finalei Capionatului Mondial de Fotbal 2010 a fost dezvăluită pe 20 aprilie 2010 și este numită Jo'bulani, o versiune aurie a mingi Jabulani utilizate în fiecare meci din cadrul turneului. Numele mingii este o trimitere la „Jo'burg”, un pseudonim comun pentru Johannesburg, locul meciului. Colorarea aurie a mingii face legătură cu Trofeul Campionatului Mondial de Fotbal și de asemenea face legătura cu un alt pseudonim al orașului Johannesburg: „orașul de aur”. Jo'bulani este a doua minge făcută special pentru Finala Campionatului Mondial de Fotbal, după Teamgeist Berlin, care a fost folosită în finala din 2006.

## Loturi
Toată echipa Spaniei în afară de trei membri joacă pentru cluburi din Spania. Echipa Țărilor de Jos are jucători de la echipe din cinci țări din Europa, cu doar nouă jucători din Țările de Jos; șase joacă în Germania, cinci în Anglia, doi în Italia și unul în Spania.

## Detaliile meciului
| Țările de Jos | 0 – 1 (d.p.) | Spania       |
| ------------- | ------------ | ------------ |
|               | Cronica      | Iniesta 116' |

| Țările de Jos | Spania |

| P                | 1  | Maarten Stekelenburg         |          |      |
| FD               | 2  | Gregory van der Wiel         | 111'     |      |
| FC               | 3  | John Heitinga                | 57' 109' |      |
| FC               | 4  | Joris Mathijsen              | 117'     |      |
| FS               | 5  | Giovanni van Bronckhorst (c) | 54'      | 105' |
| MD               | 6  | Mark van Bommel              | 22'      |      |
| MD               | 8  | Nigel de Jong                | 28'      | 99'  |
| MDr              | 11 | Arjen Robben                 | 84'      |      |
| MS               | 7  | Dirk Kuyt                    |          | 71'  |
| MO               | 10 | Wesley Sneijder              |          |      |
| A                | 9  | Robin van Persie             | 15'      |      |
| Schimbări:       |    |                              |          |      |
| M                | 17 | Eljero Elia                  |          | 71'  |
| M                | 23 | Rafael van der Vaart (c2)    |          | 99'  |
| F                | 15 | Edson Braafheid              |          | 105' |
| Antrenor:        |    |                              |          |      |
| Bert van Marwijk |    |                              |          |      |

| P                  | 1  | Iker Casillas (c) |        |      |
| FD                 | 15 | Sergio Ramos      | 23'    |      |
| FC                 | 3  | Gerard Piqué      |        |      |
| FC                 | 5  | Carles Puyol      | 16'    |      |
| FS                 | 11 | Joan Capdevila    | 67'    |      |
| MC                 | 16 | Sergio Busquets   |        |      |
| MC                 | 14 | Xabi Alonso       |        | 87'  |
| MO                 | 8  | Xavi              | 120+1' |      |
| MDr                | 6  | Andrés Iniesta    | 118'   |      |
| MS                 | 18 | Pedro             |        | 60'  |
| A                  | 7  | David Villa       |        | 106' |
| Schimbări:         |    |                   |        |      |
| M                  | 22 | Jesús Navas       |        | 60'  |
| M                  | 10 | Cesc Fàbregas     |        | 87'  |
| A                  | 9  | Fernando Torres   |        | 106' |
| Antrenor:          |    |                   |        |      |
| Vicente del Bosque |    |                   |        |      |

| Omul meciului: Andrés Iniesta Arbitrii asistenți: Darren Cann (Anglia) Mike Mullarkey (Anglia) Arbitrul de rezervă: Yuichi Nishimura (Japonia) Al cincilea oficial: Toru Sagara (Japonia) |